# NK Tompojevci
NK Tompojevci je nogometni klub iz Tompojevaca.
U sezoni 2020./21. se natječe se u 3. ŽNL Vukovarsko-srijemska NS Vukovar.

## Povijest
Prijašnji naziv kluba bio je NK Omladinac, koji je klub nosio do Domovinskog rata. Nakon mirne reintegracije, klub se reaktivira 1997. godine pod sadašnjim imenom NK Tompojevci.
Od ponovnog osnivanja, klub nastupa u 3. ŽNL Vukovarsko-srijemskoj. U sezoni 2013./14., NK Tompojevci osvajaju prvo mjesto i plasiraju se u viši rang. U 2. ŽNL Vukovarsko-srijemskoj se zadržavaju samo jednu sezonu, nakon čega ponovno ispadaju u 3. ŽNL.

### Plasmani kluba kroz povijest
| Sezona        | Liga                                   | Plasman            |
| ------------- | -------------------------------------- | ------------------ |
| 1984./85.     | 1. općinska nogometna liga Vukovar     | 10. mjesto         |
| 1987./88.     | 1. općinska nogometna liga Vukovar     | 8. mjesto          |
| 1991. – 1998. | Klub nije djelovao                     | Klub nije djelovao |
| 1998./99.     | 2. ŽNL Vukovarsko-srijemska            | 12. mjesto         |
| 1999./2000.   | 3. ŽNL Vukovarsko-srijemska Grupa B    | 3. mjesto          |
| 2000./01.     | 3. ŽNL Vukovarsko-srijemska Grupa B    | 3. mjesto          |
| 2001./02.     | 3. ŽNL Vukovarsko-srijemska Grupa B    | 8. mjesto          |
| 2002./03.     | 3. ŽNL Vukovarsko-srijemska Grupa B    | 11. mjesto         |
| 2003./04.     | 3. ŽNL Vukovarsko-srijemska Grupa B    |                    |
| 2004./05.     | 3. ŽNL Vukovarsko-srijemska Grupa B    |                    |
| 2005./06.     | 3. ŽNL Vukovarsko-srijemska Grupa B    | 3. mjesto          |
| 2006./07.     | 3. ŽNL Vukovarsko-srijemska NS Vukovar | 4. mjesto          |
| 2007./08.     | 3. ŽNL Vukovarsko-srijemska NS Vukovar | 6. mjesto          |
| 2008./09.     | 3. ŽNL Vukovarsko-srijemska NS Vukovar | 6. mjesto          |
| 2009./10.     | 3. ŽNL Vukovarsko-srijemska NS Vukovar | 4. mjesto          |
| 2010./11.     | 3. ŽNL Vukovarsko-srijemska NS Vukovar | 5. mjesto          |
| 2011./12.     | 3. ŽNL Vukovarsko-srijemska NS Vukovar | 7. mjesto          |
| 2012./13.     | 3. ŽNL Vukovarsko-srijemska NS Vukovar | 2. mjesto          |
| 2013./14.     | 3. ŽNL Vukovarsko-srijemska NS Vukovar | 1. mjesto          |
| 2014./15.     | 2. ŽNL Vukovarsko-srijemska NS Vukovar | 12. mjesto         |
| 2015./16.     | 3. ŽNL Vukovarsko-srijemska NS Vukovar | 2. mjesto          |
| 2016./17.     | 3. ŽNL Vukovarsko-srijemska NS Vukovar | 2. mjesto          |

## Vanjske poveznice
- NK Tompojevci na Tompojevci.info  Arhivirana inačica izvorne stranice od 13. siječnja 2016. (Wayback Machine)